# Felix von Bendemann
Felix von Bendemann, född 8 augusti 1848 i Dresden, död 31 oktober 1915 i Berlin, var en tysk amiral.
von Bendemann blev 1899 viceamiral och chef för amiralstaben. Han förde under boxarupproret befälet över den östasiatiska kryssareskadern. Sedan expeditionskåren anlänt, ledde han operationerna till sjöss och intog sommaren 1900 Takuforten. 1903-07 var Bendemann chef för flottstationen vid Nordsjön. Han erhöll 1905 ärftligt adelskap.